# Izmir Smajlaj
Izmir Smajlaj, född 29 mars 1993, är en albansk friidrottare. Han deltog vid olympiska sommarspelen 2016 och olympiska sommarspelen 2020.